# Jorunn Tvedt
Jorunn Øvergård Tvedt, född 3 februari 1939 i Elverum, är en norsk före detta idrottare som blev nordisk mästare i handboll 1967 med Norges landslag och vann tre norska mästerskap med Sørskogsbygda IL. Hon var också aktiv i friidrott och tog NM-medaljer i kulstötning 1960 och 1962.

## Karriär

### Klubblagsspel
Jorunn Tvedt var tre år på rad, 1965, 1966 och 1967 den viktigaste spelaren när Sørskogbygda vann NM-finalerna i handboll. År 1967 stod hon för nio av lagets  finalmål. Hon var också den främsta orsaken till att klubben vann seriemästerskapet 1968, första året som elitserien spelades för damer i Norge.

### Landslagsspel
Tvedt debuterade för Norge den 19 juni 1959 mot Danmark i en förlustmatch som Danmark vann med 9-4 och Tvedt blev mållös. I den första halvan av 1960-talet spelade hon en stor roll för landslaget och klubblaget. Med landslaget vann hon medalj i tre nordiska mästerskap på rad, sista gången 1967 vann Norge mästerskapen som arrangerades i Danmark. Tvedt var den första av norska damhandbollsspelare som nådde 50 landskamper. Hon spelade sista gången 2 februari 1970 mot Tyskland i en oavgjord match 8-8. Tillsammans gjorde hon 34 landslagsmål. Hon var ingen målgörare av rang, det första målet gjorde hon i sin 37:e landskamp.

### Friidrott
År 1960 vann Tvedt-Øvergård NM-silver i kulstötning med resultatet 10,75 m, två år senare kom hon hem från norgemästerskapet med en bronsmedalj i samma gren efter ha stött 11,01 m, bara 8 cm kortare än segerstöten. Hon representerade vid dessa tävlingar först Elverum IL och sedan Veldre IL.